# Sveti Ivan Zelina
Sveti Ivan Zelina je grad u sjevernoj Hrvatskoj.

## Gradska naselja
Grad Sveti Ivan Zelina sastoji se od 62 naselja, to su: Banje Selo, Berislavec, Biškupec Zelinski, Blaškovec, Blaževdol, Breg Mokrički, Brezovec Zelinski, Bukevje, Bukovec Zelinski, Bunjak, Curkovec, Črečan, Donja Drenova, Donja Topličica, Donja Zelina, Donje Orešje, Donje Psarjevo, Dubovec Bisaški, Filipovići, Goričanec, Goričica, Gornja Drenova, Gornja Topličica, Gornje Orešje, Gornje Psarjevo, Gornji Vinkovec, Hrastje, Hrnjanec, Kalinje, Keleminovec, Kladešćica, Komin, Krečaves, Križevčec, Laktec, Majkovec, Marinovec Zelinski, Mokrica Tomaševečka, Nespeš, Novakovec Bisaški, Novo Mjesto, Obrež Zelinski, Paukovec, Polonje, Polonje Tomaševečko, Prepolno, Pretoki, Radoišće, Salnik, Selnica Psarjevačka, Suhodol Zelinski, Sveta Helena, Sveti Ivan Zelina, Šalovec, Šulinec, Šurdovec, Tomaševec, Velika Gora, Vukovje Zelinsko, Zadrkovec, Zrinšćina i Žitomir.

## Zemljopis
Sveti Ivan Zelina nalazi se na jugoistočnim padinama Medvednice, 37 kilometara sjeveroistočno od Zagreba, uz dolinu rijeke Lonje, na magistralnoj prometnici Zagreb - Varaždin. 

## Stanovništvo
Na području grada i pripadajućih naselja živi oko 15 959 stanovnika, od kojih u samom gradu 2 764. Za stanovnika Vatroslav Rožić navodi naziv Sveto-Ivanzelinac.
| broj stanovnika | 9347  | 10439 | 11441 | 13320 | 15056 | 16986 | 17035 | 17885 | 17695 | 17524 | 16666 | 16051 | 15592 | 15552 | 16268 | 15959 | 14602 |
|                 | 1857. | 1869. | 1880. | 1890. | 1900. | 1910. | 1921. | 1931. | 1948. | 1953. | 1961. | 1971. | 1981. | 1991. | 2001. | 2011. | 2021. |

| broj stanovnika | 624   | 759   | 722   | 848   | 946   | 986   | 908   | 986   | 1050  | 1164  | 1241  | 1738  | 2188  | 2535  | 2772  | 2764  | 2583  |
|                 | 1857. | 1869. | 1880. | 1890. | 1900. | 1910. | 1921. | 1931. | 1948. | 1953. | 1961. | 1971. | 1981. | 1991. | 2001. | 2011. | 2021. |

## Povijest
To je staro kulturno i gospodarsko središte Hrvatskog prigorja. Prvi se put spominje 1185., a privilegije slobodnoga grada dobiva od bana Mikca 1328. Nastao je oko crkve sv. Ivana Krstitelja, čiji je blagdan 24. lipnja i dan grada.

## Poznate osobe
- Josip Đurkovečki - teolog i jezičar, rođen 1761. ili 1762. u Sv. Ivanu Zelini, umro 1832. u Samarici
- Franjo Žigrović Pretočki - banski savjetnik, porijeklom iz sela Pretoki, Sv. Ivan Zelina, rođen 1814., umro 1890.
- Milutin Barač - kemičar, rođen 1849. u Paukovcu, umro 1938. u Donjoj Zelini
- Dragutin Domjanić - književnik i pjesnik, pl., rođen 1875. u selu Krči, Donja Zelina, umro 1933. u Zagrebu
- Anka Krizmanić - slikarica i grafičarka, rođena 1896. u Omilju, selu Donja Drenova kraj Sv. Ivana Zeline, umrla 1987. u Zagrebu
- Zdenka Sertić - slikarica i etnografkinja, rođena 1899. u Sv. Ivanu Zelini, umrla 1986. u Zagrebu
- Vjenceslav Richter - arhitekt, kipar, slikar i urbanist, rođen 1931. u Omilju u selu Donjoj Drenovi, umro 2002. u Zagrebu
- Anica Vranković - slikarica i likovna pedagogica, rođena 1939. u Varaždinu, djelovala u Zelini, gdje je i umrla 1982. godine
- Dinko Vranković - likovni pedagog, foto umjetnik, rođen u Svirčima na Hvaru 1939., umro 1996.
- Goran Biljan - saborski zastupnik u prvom sazivu 1990., rođen 1952. u Gospiću, živio u Sv. Ivanu Zelini, umro 1994. u Zagrebu
- Igor Pajač - nogometni sudac
- Željko Pavičić - tekstopisac i skladatelj
- Vladimir Krpan - pijanist i glasovirski pedagog
- Martin Kosovec - glazbenik i pjevač

## Spomenici i znamenitosti
- Crkva sv. Ivana Krstitelja
- Zelingrad
- Dvorac Bisag - ruševine
- Kapela Sv. Petra u Novom Mjestu
- Kurija Omilje
- Kip sv. Antuna Padovanskog
- Zgrada u Ulici braće Radić 4
- Zgrada u Ulici Matije Gupca 21
- Tradicijska kuća Gegač

## Obrazovanje
- Osnovna škola Dragutina Domjanića
- Srednja škola Dragutina Stražimira
- Osnovna škola Ksaver Šandor Đalski
- Zlatne godine školstva u Zelini

## Kultura
U Svetom Ivanu Zelini svake godine za dan grada, oko 24. lipnja se održavaju svetoivanjski dani. To je kulturna manifestacija ovog grada. Također se svake godine održavaju Viteške igre u Sv. Heleni.
U Sv. I. Zelini, još od 1901. godine postoji hrvatsko pjevačko društvo Zelina, koje trenutačno ima 100-tinjak članova u folklornoj i dramskoj sekciji.

## Šport
- Nogometni klub "Zelina".
- Hokejski klub "Zelina"
- Hokejski klub "Viktoria"
- Nogometni klub "Croatia".
- Rukometni klub "Zelina".[7]

Malonogometni turnir 'Sveti Ivan Zelina' (Memorijal Franje Margetića Pilota) održava se od 1988.

## Unutarnje poveznice
- Kulturno-povijesna cjelina Sveti Ivan Zelina, zaštićeno kulturno dobro

## Vanjske poveznice
- Službene stranice Grada
- Red svetoivanjski dedeki
- Prikaz izložbe Zelinske crkve i kapele
- Richterov hommage Zelini